# Ernst Friedrich von Liphart

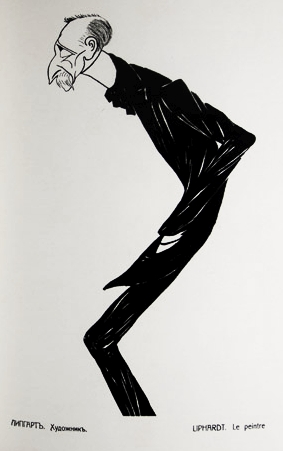
Karikatyr, gjord av Paul Robert 1903

Ernst Friedrich von Liphart, född 26 augusti 1847 i Dorpat i dåvarande Ryssland, död 14 april 1932 i Leningrad i dåvarande Sovjetunionen, var en estnisk-rysk målare, grafiker, dekoratör, illustratör och museikurator.
Ernst Friedrich von Liphart var son till Karl Eduard von Liphart och växte upp på familjens gods Raadi herrgård i Dorpat fram till 1860. Han reste med sin far i Tyskland och Norditalien 1860–1862, varefter de slog sig ned i Florens. Han utbildade sig till konstnär på Universitetets i Dorpat ritskola för Woldemar Friedrich Krüger (1808–1894) och i Florens för Franz von Lenbach på Accademia di Belle Arti di Firenze från 1863.
Han uteslöts som arvtagare ur sin fars testamente efter att 1873 ha konverterat till katolicism och gift sig med  Luisa Juan från Florens. Han var bosatt i Paris i Frankrike mellan 1873 och 1886. Där gjorde han illustrationer för La vie élégante och La vie moderne. Han studerade också för Gustave Boulanger och Jules Lefebvre på Académie Julian. Han flyttade därefter till Sankt Petersburg, där han var lärare 1888–1896 på den ritskola, som drevs av Kejserliga sällskapet för främjande av konst. Mellan 1906 och 1929 var han chefskurator
på måleriavdelningen av Eremitaget i Sankt Petersburg. Han blev ledamot av Rysslands kejserliga konstakademi 1893, och full medlem där 1902.
Av konst som han utförde i Ryssland kan nämnas porträtt av tsar Nikolaj II, draperiet på Erimitagets teater 1895 och dekorationer i Marmorpalatset, Moikapalatset och storfursten Aleksej Alexandrovitj (1850–1908) residens. 
År 1921 avhystes han från sin lägenhet på Kamennoostrovskij Prospekt, och hans dotter Maria avrättades för att ha inhyst en officer i Vita armén i sitt hem i Omsk. 
Några få år före sin död skrev han romanen Le gouffre 1929 och teaterstycket Bernardino Luini 1930. 

## Bildgalleri

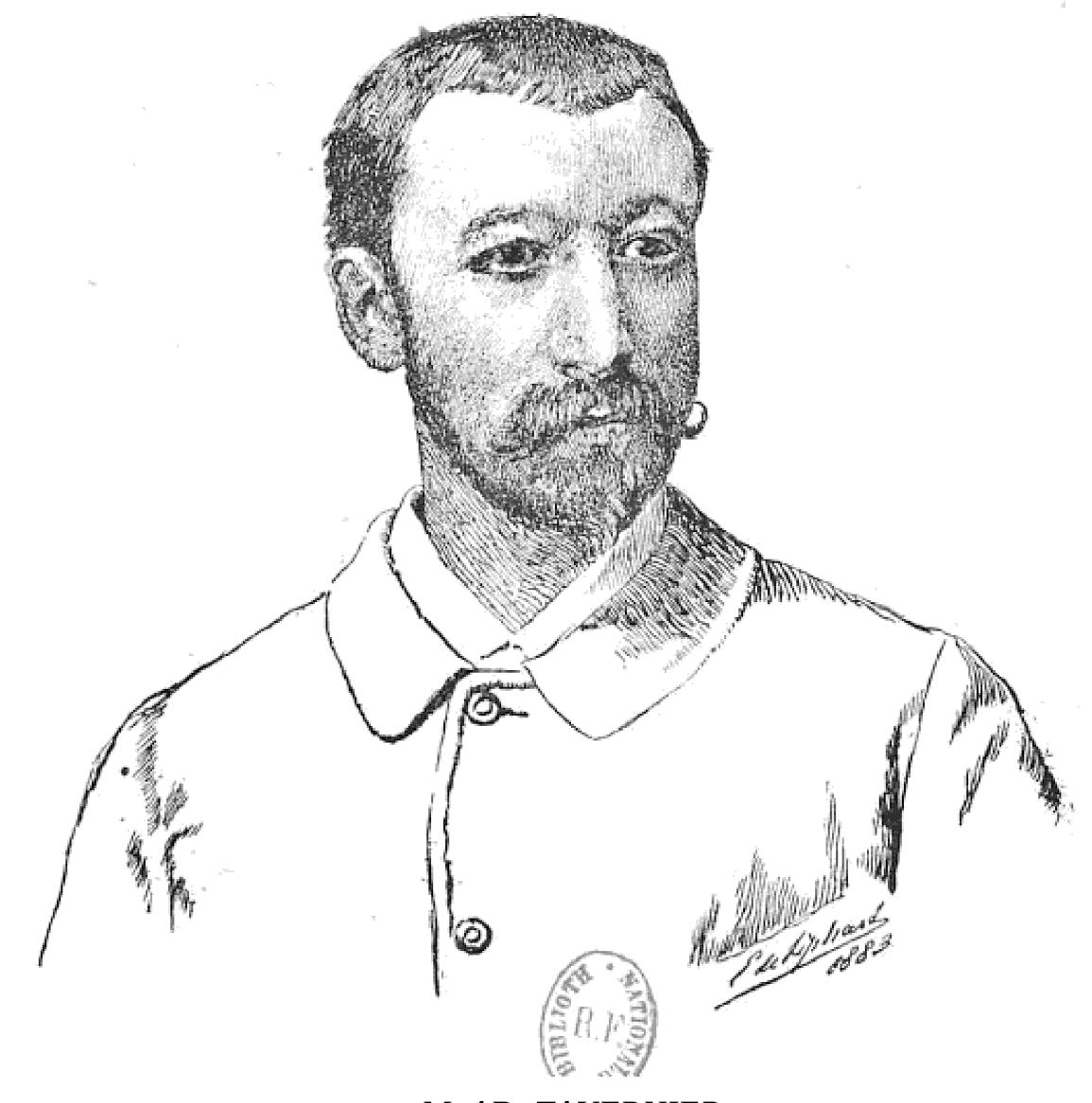
Den franske konstkritikern Adolphe Tavernier
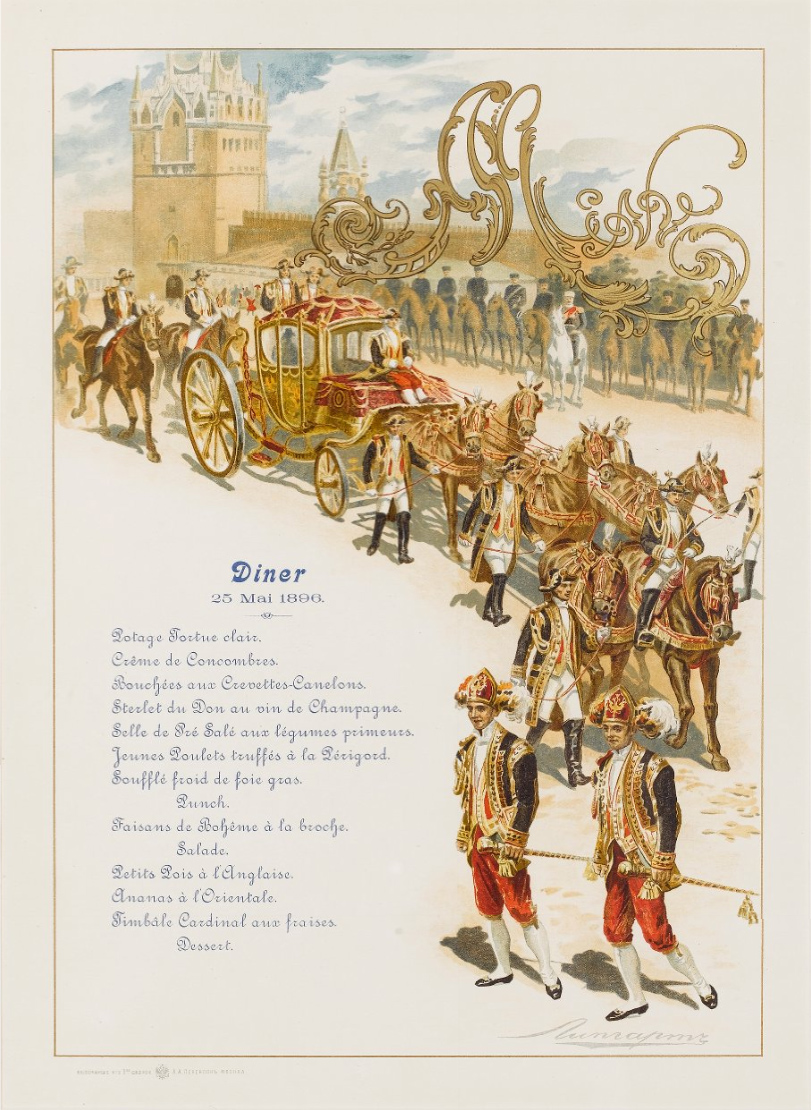
Meny för Nikolaj II:s kröning 1896
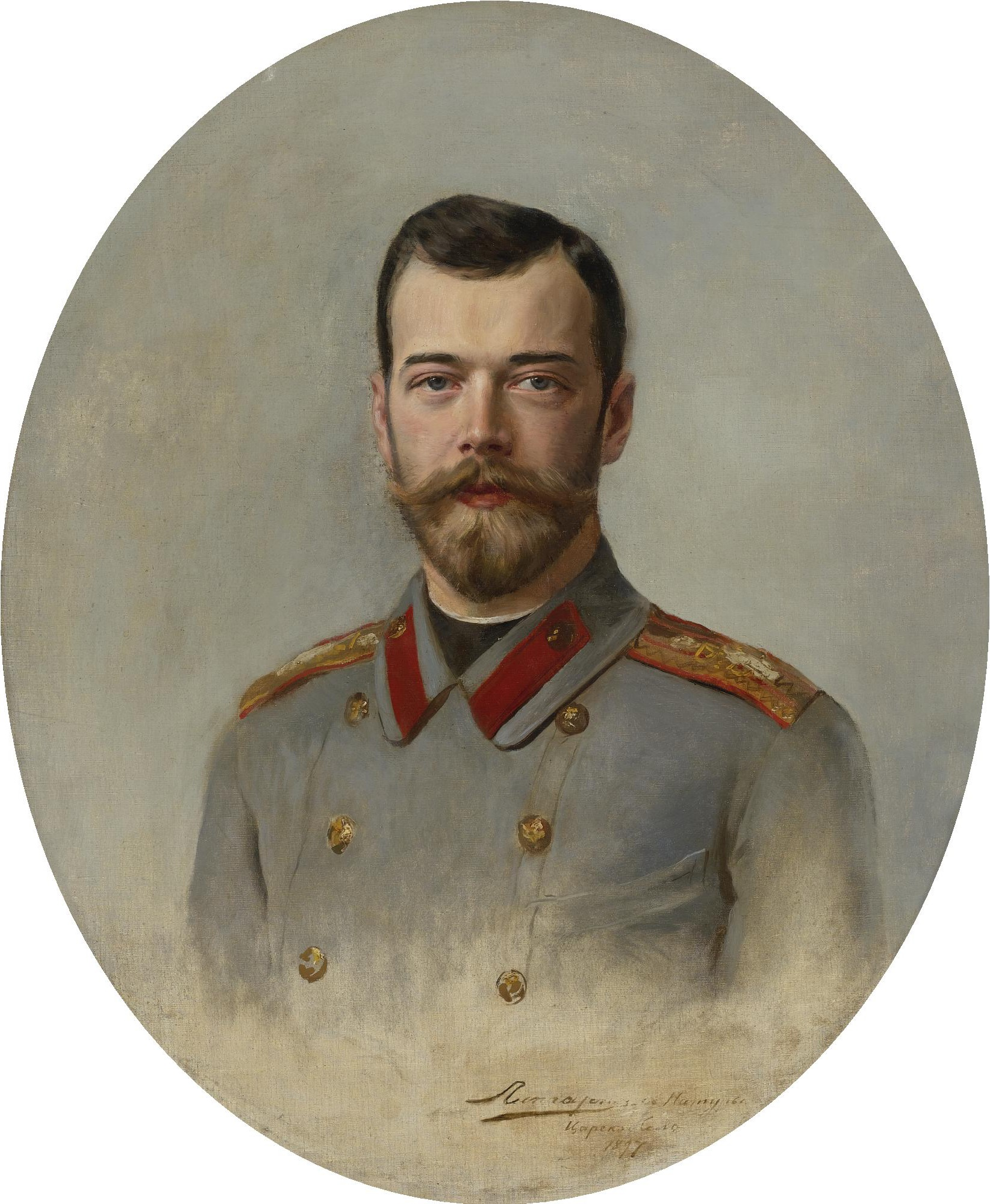
Porträtt av Nikolaj II av Ryssland
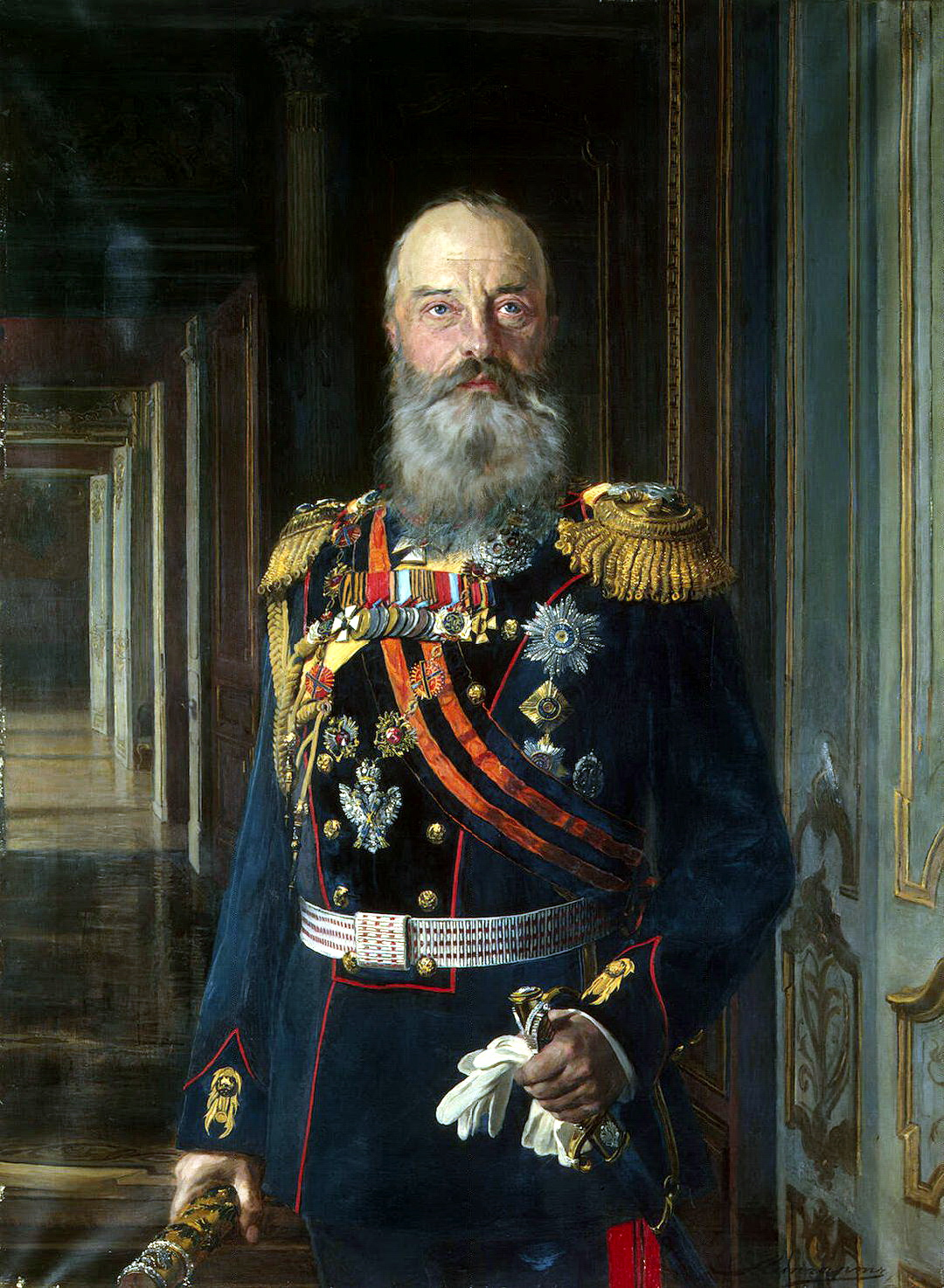
Porträtt av storfursten Mikael Nikolajevitj i galauniform